# 双児騒動
『双児騒動』（ふたごそうどう、原題：DROOPY'S DOUBLE TROUBLE, 公開：1951年11月17日）は、アメリカ合衆国の映画会社メトロ・ゴールドウィン・メイヤーに所属していたアニメーターのテックス・アヴェリーによって製作されたアニメーションの一つ。

## スタッフ
- 監督　テックス・アヴェリー
- 音楽　スコット・ブラッドリー
- アニメーション製作　ウォルター・クリントン、グラント・シモンズ、マイケル・ラー
- 製作総括　フレッド・クインビー
- 脚本　リッチ・ホーガン

## 内容
ある豪邸の主人と執事は旅行の準備をしていた。執事はドルーピーに「1人じゃ寂しいから、誰か仲の良い友達を呼んで留守番したらどうかね。」と言われたので双子の兄のドリーピー（DVDと吹き替えでは弟のドリッピー）を呼ぶことにした。早速来て、ドアを壊しながら入っていった。同じ服に着替えて執事にドリーピーのことを紹介すると、執事は絶叫のあまり飛び上がってシャンデリアに掴まってしまう。執事はドリーピーに「知らない人は絶対に入れないように」と命令する。一方、ドルーピーはスパイクに会う。「腹が減ってるから何か食わせてくれ。」と言われたので戸惑っていると、スパイクに勝手に決められて「じゃ、裏口で待ってるぜ。」と言い、裏口に入るといきなりドリーピーに殴られる。それからというもの、ドルーピーが準備している最中にドリーピーに殴られる始末。さすがにおかしいと思ったスパイクは、ドルーピーに「お前さっきから俺を殴ってるだろ。」と言うが、「スパイク、君には触りもしなかったぜ。」とドルーピーは答える。スパイクはドルーピーが変になってしまったと勘違いして、電話で動物病院を呼ぶ。すぐに救急車が来たので、ドルーピーを呼ぶと、ドルーピーはドリーピーと一緒に来て、スパイクはやっとドリーピーの仕業とわかる。だが、その驚愕する様子を見られて、変になったのはスパイクだと誤解され、救急車に連れ込まれて病院に運ばれるのであった。

## 登場するキャラクター
- ドルーピー
この回では召使いになっている。
- ドリーピー（DVDと吹き替えではドリッピー）
ドルーピーの双子の兄（DVDと吹き替えでは弟）。ドルーピーとは瓜二つ。怪力で、スパイクをたびたび殴る。
- スパイク
ドリーピーをドルーピーと勘違いする。

## 日本でのテレビ放映
TBS版の『トムとジェリー』の短編に挟まれて放映されていた。
旧地上波版はドルーピー役を担当していた玉川良一がドリーピー役も務め（ただしドルーピーのと声色が若干異なる）、のちにドルーピー役を務めた中尾隆聖もドリーピーとドルーピーの両方の役をしている。

## 収録ソフト
- トムとジェリー ドルーピーといっしょ VOL.4（VHS）
- ドルーピー君サーカスへ行く 編（DVD）
- トムとジェリーVOL.10 特典映像（DVD）